# Габонская прогрессивная партия
Габонская прогрессивная партия (фр. Parti gabonais du progrès, PGP) — политическая партия в Габоне.

## История
PGP была создана как партия левого толка в марте 1990 года, в начале волны демократизации, охватившей Африку в начале 1990-х годов. Первоначально её ключевыми руководителями были Пьер-Луи Агонджо Окаве (президент), Марк Сатурнин Нан Нгема (вице-президент), и Жозеф Ренджамбе (генеральный секретарь). Ренджамбе умер при невыясненных обстоятельствах в мае 1990 года, что привело к волнениям разгневанных сторонников оппозиции в Порт-Жантиле и Либревиле. На парламентских выборах 1990 года PGP получила 18 мест, став третьей по величине партией в Национальной ассамблее.
Агонджо Окаве был кандидатом от PGP на президентских выборах 1993 года, заняв третье место на фоне обвинений оппозиции в мошенничестве. Президент Габонской демократической партии (PDG) Омар Бонго получил больше голосов, чем Агонджо Окаве, даже в оплоте PGP — Порт-Жантиле, что было скептически отмечено наблюдателями. Агонджо Окаве отказался от приглашения присоединиться к правительству в конце 1994 года после переговоров между правительством и оппозицией. На парламентских выборах 1996 года фракция партии была сокращена до 10 мест, но теперь была второй по величине партией после PDG. PGP поддержала лидера радикальной оппозиции Пьера Мамбунду на президентских выборах 1998 года, на которых Бонго снова победил, а Мамбунду занял второе место по официальным результатам.
На парламентских выборах 2001 года представительство Габонской прогрессивной партии было сокращено до трёх мест. В марте 2005 года Агонджо Окаве объявил, что не будет баллотироваться на президентских выборах 2005 года. Это решение было связано с преклонным возрастом и ухудшением здоровья. Агонджо Окаве умер в августе 2005 года, и его сменил на посту лидера партии Серафим Ндаот Рембого. Впоследствии PGP испытала внутренние разногласия по поводу выбора кандидата в президенты, в конечном итоге никого не выдвинув. На парламентских выборах 2006 года партия получила только два места.
Партия не выдвинула кандидата на президентских выборах 2009 года и потеряла два места на парламентских выборах 2011 года, которые она бойкотировала.